# Turchia ai X Giochi olimpici invernali
La Turchia partecipò ai X Giochi olimpici invernali, svoltisi a Grenoble, Francia, dal 6 al 18 febbraio 1968, con una delegazione di 11 atleti impegnati in due discipline.